# Liste der deutschen Abgeordneten zum EU-Parlament (1999–2004)
Die Liste der deutschen Abgeordneten zum EU-Parlament (1999–2004) listet alle deutschen Mitglieder des 5. Europäischen Parlaments nach der Europawahl in Deutschland 1999.

## Mandatsstärke der Parteien zum Ende der Wahlperiode
- GUE/NGL: 7
- SPE: 35
- G/EFA: 4
- EVP-ED: 53

| Nationale Partei                                  | Mandate | Fraktion                                                                                      |
| ------------------------------------------------- | ------- | --------------------------------------------------------------------------------------------- |
| Christlich Demokratische Union Deutschlands (CDU) | 43      | Fraktion der Europäischen Volkspartei und europäischer Demokraten (EVP-ED)                    |
| Christlich-Soziale Union (CSU)                    | 10      | Fraktion der Europäischen Volkspartei und europäischer Demokraten (EVP-ED)                    |
| Sozialdemokratische Partei Deutschlands (SPD)     | 35      | Fraktion der Sozialdemokratischen Partei Europas (SPE)                                        |
| Partei des Demokratischen Sozialismus (PDS)       | 06      | Konföderale Fraktion der Vereinten Europäischen Linken/ 000Nordischen Grünen Linken (GUE/NGL) |
| Parteilose Abgeordnete                            | 01      | Konföderale Fraktion der Vereinten Europäischen Linken/ 000Nordischen Grünen Linken (GUE/NGL) |
| Bündnis 90/Die Grünen (Grüne)                     | 04      | Die Grünen/Europäische Freie Allianz (G/EFA)                                                  |
| SUMME                                             | 99      |                                                                                               |

## Abgeordnete
| Bild | Name                                   | Lebens- daten | Wahlkreis              | Partei         | Fraktion     | Kommentar |
| ---- | -------------------------------------- | ------------- | ---------------------- | -------------- | ------------ | --- |
|      | Rolf Berend                            | 1943          | Thüringen              | CDU            | EVP-ED       | |
|      | Christian von Boetticher               | 1970          | Schleswig-Holstein     | CDU            | EVP-ED       | |
|      | Reimer Böge                            | 1951          | Schleswig-Holstein     | CDU            | EVP-ED       | |
|      | Hiltrud Breyer                         | 1957          | Bundesgebiet           | Grüne          | G/EFA        | |
|      | André Brie                             | 1950          | Bundesgebiet           | PDS            | GUE/NGL      | |
|      | Elmar Brok                             | 1946          | Nordrhein-Westfalen    | CDU            | EVP-ED       | |
|      | Udo Bullmann                           | 1956          | Bundesgebiet           | SPD            | SPE          | |
|      | Ozan Ceyhun                            | 1960          | Bundesgebiet           | GrüneSPD       | G/EFASPE     | Gewählt für Bündnis 90/Die Grünen, am 22. Oktober 2000 Übertritt zur SPD und zur SPE-Fraktion                                                                                 |
|      | Garrelt Duin                           | 1968          | Bundesgebiet           | SPD            | SPE          | Am 2. Oktober 2000 für Günter Lüttge nachgerückt |
|      | Markus Ferber                          | 1965          | Bayern                 | CSU            | EVP-ED       | |
|      | Christel Fiebiger                      | 1946          | Bundesgebiet           | PDS            | GUE/NGL      | |
|      | Karl-Heinz Florenz                     | 1947          | Nordrhein-Westfalen    | CDU            | EVP-ED       | |
|      | Ingo Friedrich                         | 1942          | Bayern                 | CSU            | EVP-ED       | |
|      | Michael Gahler                         | 1960          | Hessen                 | CDU            | EVP-ED       | |
|      | Evelyne Gebhardt                       | 1954          | Bundesgebiet           | SPD            | SPE          | |
|      | Norbert Glante                         | 1952          | Bundesgebiet           | SPD            | SPE          | |
|      | Anne-Karin Glase                       | 1954          | Brandenburg            | CDU            | EVP-ED       | |
|      | Lutz Goepel                            | 1942          | Sachsen                | CDU            | EVP-ED       | |
|      | Willi Görlach                          | 1940          | Bundesgebiet           | SPD            | SPE          | |
|      | Alfred Gomolka                         | 1942–2020     | Mecklenburg-Vorpommern | CDU            | EVP-ED       | |
|      | Friedrich-Wilhelm Graefe zu Baringdorf | 1942          | Bundesgebiet           | Grüne          | G/EFA        | |
|      | Lissy Gröner                           | 1954–2019     | Bundesgebiet           | SPD            | SPE          | |
|      | Klaus Hänsch                           | 1938          | Bundesgebiet           | SPD            | SPE          | |
|      | Jutta Haug                             | 1951          | Bundesgebiet           | SPD            | SPE          | |
|      | Ruth Hieronymi                         | 1947–2025     | Nordrhein-Westfalen    | CDU            | EVP-ED       | |
|      | Magdalene Hoff                         | 1940–2017     | Bundesgebiet           | SPD            | SPE          | |
|      | Georg Jarzembowski                     | 1947          | Hamburg                | CDU            | EVP-ED       | |
|      | Elisabeth Jeggle                       | 1947          | Baden-Württemberg      | CDU            | EVP-ED       | |
|      | Karin Jöns                             | 1953          | Bundesgebiet           | SPD            | SPE          | |
|      | Karin Junker                           | 1940          | Bundesgebiet           | SPD            | SPE          | |
|      | Martin Kastler                         | 1974          | Bayern                 | CSU            | EVP-ED       | Am 14. November 2003 für Emilia Müller nachgerückt |
|      | Sylvia-Yvonne Kaufmann                 | 1955          | Bundesgebiet           | PDS            | GUE/NGL      | |
|      | Hedwig Keppelhoff-Wiechert             | 1939          | Nordrhein-Westfalen    | CDU            | EVP-ED       | |
|      | Margot Kessler                         | 1948          | Bundesgebiet           | SPD            | SPE          | |
|      | Heinz Kindermann                       | 1942          | Bundesgebiet           | SPD            | SPE          | |
|      | Ewa Klamt                              | 1950          | Niedersachsen          | CDU            | EVP-ED       | |
|      | Christa Klaß                           | 1951          | Rheinland-Pfalz        | CDU            | EVP-ED       | |
|      | Karsten Knolle                         | 1939–2024     | Sachsen-Anhalt         | CDU            | EVP-ED       | |
|      | Dieter-Lebrecht Koch                   | 1953          | Thüringen              | CDU            | EVP-ED       | |
|      | Christoph Konrad                       | 1957          | Nordrhein-Westfalen    | CDU            | EVP-ED       | |
|      | Constanze Krehl                        | 1956          | Bundesgebiet           | SPD            | SPE          | |
|      | Wolfgang Kreissl-Dörfler               | 1950          | Bundesgebiet           | GrüneSPD       | G/EFASPE     | Gewählt für Bündnis 90/Die Grünen, am 25. Oktober 2000 Übertritt zur SPD und zur SPE-Fraktion                                                                                 |
|      | Wilfried Kuckelkorn                    | 1943          | Bundesgebiet           | SPD            | SPE          | |
|      | Helmut Kuhne                           | 1949          | Bundesgebiet           | SPD            | SPE          | |
|      | Bernd Lange                            | 1955          | Bundesgebiet           | SPD            | SPE          | |
|      | Werner Langen                          | 1949          | Rheinland-Pfalz        | CDU            | EVP-ED       | |
|      | Brigitte Langenhagen                   | 1939          | Niedersachsen          | CDU            | EVP-ED       | |
|      | Armin Laschet                          | 1961          | Nordrhein-Westfalen    | CDU            | EVP-ED       | |
|      | Kurt Lechner                           | 1942          | Rheinland-Pfalz        | CDU            | EVP-ED       | |
|      | Klaus-Heiner Lehne                     | 1957          | Rheinland-Pfalz        | CDU            | EVP-ED       | |
|      | Jo Leinen                              | 1948          | Bundesgebiet           | SPD            | SPE          | |
|      | Peter Liese                            | 1965          | Nordrhein-Westfalen    | CDU            | EVP-ED       | |
|      | Rolf Linkohr                           | 1941–2017     | Bundesgebiet           | SPD            | SPE          | |
|      | Erika Mann                             | 1950          | Bundesgebiet           | SPD            | SPE          | |
|      | Thomas Mann                            | 1946          | Hessen                 | CDU            | EVP-ED       | |
|      | Helmuth Markov                         | 1952          | Bundesgebiet           | PDS            | GUE/NGL      | |
|      | Hans-Peter Mayer                       | 1944          | Niedersachsen          | CDU            | EVP-ED       | |
|      | Xaver Mayer                            | 1938          | Bayern                 | CSU            | EVP-ED       | |
|      | Winfried Menrad                        | 1939–2016     | Baden-Württemberg      | CDU            | EVP-ED       | |
|      | Hans Modrow                            | 1928–2023     | Bundesgebiet           | PDS            | GUE/NGL      | |
|      | Peter Mombaur                          | 1938–2021     | Nordrhein-Westfalen    | CDU            | EVP-ED       | |
|      | Rosemarie Müller                       | 1949          | Bundesgebiet           | SPD            | SPE          | |
|      | Hartmut Nassauer                       | 1942          | Niedersachsen          | CDU            | EVP-ED       | |
|      | Angelika Niebler                       | 1963          | Bayern                 | CSU            | EVP-ED       | |
|      | Doris Pack                             | 1942          | Saarland               | CDU            | EVP-ED       | |
|      | Willi Piecyk                           | 1948–2008     | Bundesgebiet           | SPD            | SPE          | |
|      | Bernd Posselt                          | 1956          | Bayern                 | CSU            | EVP-ED       | |
|      | Hans-Gert Pöttering                    | 1945          | Niedersachsen          | CDU            | EVP-ED       | Fraktionsvorsitzender |
|      | Godelieve Quisthoudt-Rowohl            | 1947          | Niedersachsen          | CDU            | EVP-ED       | |
|      | Alexander Radwan                       | 1964          | Bayern                 | CSU            | EVP-ED       | |
|      | Christa Randzio-Plath                  | 1940          | Bundesgebiet           | SPD            | SPE          | |
|      | Bernhard Rapkay                        | 1951          | Bundesgebiet           | SPD            | SPE          | |
|      | Dagmar Roth-Behrendt                   | 1953          | Bundesgebiet           | SPD            | SPE          | |
|      | Mechthild Rothe                        | 1947          | Bundesgebiet           | SPD            | SPE          | |
|      | Willi Rothley                          | 1943          | Bundesgebiet           | SPD            | SPE          | |
|      | Heide Rühle                            | 1948          | Bundesgebiet           | Grüne          | G/EFA        | |
|      | Jannis Sakellariou                     | 1939–2019     | Bundesgebiet           | SPD            | SPE          | |
|      | Ursula Schleicher                      | 1933          | Bayern                 | CSU            | EVP-ED       | |
|      | Gerhard Schmid                         | 1946          | Bundesgebiet           | SPD            | SPE          | |
|      | Ingo Schmitt                           | 1957          | Berlin                 | CDU            | EVP-ED       | |
|      | Horst Schnellhardt                     | 1946          | Sachsen-Anhalt         | CDU            | EVP-ED       | |
|      | Ilka Schröder                          | 1978          | Bundesgebiet           | Grüneparteilos | G/EFAGUE/NGL | Gewählt für Bündnis 90/Die Grünen, am 31. August 2000 aus der Partei und am 27. September 2001 aus der Fraktion ausgetreten; danach parteiloses Mitglied der GUE/NGL-Fraktion |
|      | Jürgen Schröder                        | 1940          | Sachsen                | CDU            | EVP-ED       | |
|      | Elisabeth Schroedter                   | 1959          | Bundesgebiet           | Grüne          | G/EFA        | |
|      | Martin Schulz                          | 1955          | Bundesgebiet           | SPD            | SPE          | Fraktionsvorsitzender |
|      | Konrad Schwaiger                       | 1935–2021     | Baden-Württemberg      | CDU            | EVP-ED       | |
|      | Renate Sommer                          | 1958          | Nordrhein-Westfalen    | CDU            | EVP-ED       | |
|      | Gabriele Stauner                       | 1948          | Bayern                 | CSU            | EVP-ED       | |
|      | Ulrich Stockmann                       | 1951          | Bundesgebiet           | SPD            | SPE          | |
|      | Diemut Theato                          | 1937          | Baden-Württemberg      | CDU            | EVP-ED       | |
|      | Feleknas Uca                           | 1976          | Bundesgebiet           | PDS            | GUE/NGL      | |
|      | Ralf Walter                            | 1958          | Bundesgebiet           | SPD            | SPE          | |
|      | Barbara Weiler                         | 1946          | Bundesgebiet           | SPD            | SPE          | |
|      | Brigitte Wenzel-Perillo                | 1949          | Sachsen                | CDU            | EVP-ED       | Am 27. November 1999 für Stanislaw Tillich nachgerückt |
|      | Rainer Wieland                         | 1957          | Baden-Württemberg      | CDU            | EVP-ED       | |
|      | Karl von Wogau                         | 1941          | Baden-Württemberg      | CDU            | EVP-ED       | |
|      | Joachim Wuermeling                     | 1960          | Bayern                 | CSU            | EVP-ED       | |
|      | Jürgen Zimmerling                      | 1952–2005     | Nordrhein-Westfalen    | CDU            | EVP-ED       | |
|      | Sabine Zissener                        | 1970          | Rheinland-Pfalz        | CDU            | EVP-ED       | |

## Ausgeschiedene Abgeordnete
| Bild | Name              | Lebens- daten | Wahlkreis    | Partei | Fraktion | Kommentar                         |
| ---- | ----------------- | ------------- | ------------ | ------ | -------- | --------------------------------- |
|      | Günter Lüttge     | 1938–2000     | Bundesgebiet | SPD    | SPE      | † 7. September 2000               |
|      | Emilia Müller     | 1951          | Bayern       | CSU    | EVP-ED   | Ausgeschieden am 5. November 2003 |
|      | Stanislaw Tillich | 1959          | Sachsen      | CDU    | EVP-ED   | Ausgeschieden am 26. Oktober 1999 |